# Die Befreiung der Schweiz und die Sage vom Wilhelm Tell
Die Befreiung der Schweiz und die Sage vom Wilhelm Tell è un film muto del 1913 diretto e interpretato da Friedrich Fehér

## Produzione
Il film fu prodotto dalla DMB Deutsche Mutoskop- und Biograph GmbH (Berlin). Il prologo venne scritto dal rettore Hermann Lemke.

## Distribuzione
Nel maggio 1914, venne distribuito negli USA dalla Greene's Feature Photoplays con il titolo William Tell.